# Tipoteris
Els tipoteris (Typotheria) són un subordre de l'ordre extint de mamífers dels notoungulats que inclou cinc famílies: els arqueopitècids, els campanòrcids, els interatèrids, els mesotèrids i els oldfieldthomàsids. Cifelli indicà que els tipoteris serien parafilètics si excloguessin els membres del subordre dels hegetoteris i ha donat suport a incloure les famílies d'hegetoteris dels arqueohiràcids i hegetotèrids entre els tipoteris.